# Сьюзен Корі
Сьюзан Корі (англ. Suzanne Cory; нар. 11 березня 1942 року, Мельбурн, Австралійський Союз) — австралійська біолог. Президент Австралійської Академії наук (2010—2014, член з 1986), член Лондонського королівського товариства (1992), іноземний член Національної академії наук США (1997) і Французької академії наук (2002).

## Біографія
З 1996 року по 30 червня 2009 року очолювала Інститут медичних досліджень Волтера та Елізи Голл  (WEHI). Тепер[коли?] викладачка в Інституті молекулярної генетики у підрозділі онкології.
7 травня 2010 року обрана президентом Австралійської Академії наук, ставши першою жінкою на чолі академії. Член Папської академії наук (2004), Європейської організації молекулярної біології (EMBO) (2007), Академії Американської асоціації досліджень раку (2013).
Займалася дослідженнями генетики імунної системи та раку і лобіювала інвестиції своєї країни в науку. Захистила докторську дисертацію.
Одружена з колегою по WEHI Джеррі Адамсом.

## Визнання і нагороди
- Медаль Френка Макфарлейна Бьорнета[en] Австралійської Академії наук (1997)
- Charles S. Mott Prize[en] (1998)
- Премія Австралії[en], яку присуджують австралійцям за особливий внесок у досягнення Австралії або всього людства, в 1998 році
- Премия Чарльза Мотта[en] у 1998 році
- Премія L'Oréal — ЮНЕСКО «Для жінок в науці» у 2001 році
- Королівська медаль від Лондонського королівського товариства в 2002 році
- У 2009 році нагороджена премією Перл Майстер Грінгард[en]
- У 2011 році нагороджена медаллю Коліна Томпсона Міжнародною Асоціацією Досліджень Раку[en][8]
- Boyer Lecture[en] (2014)
- Кавалер ордена Почесного легіону (2009)[9].

У 2011 році на її честь була названа середня школа в Werribee (Suzanne Cory High School), до якої приймають тільки обраних учнів.